# Louis Juchereau de Saint-Denis
Louis Juchereau, sieur de Saint-Denis (Québec, 17 settembre 1676 – Natchitoches, 11 giugno 1744), è stato un esploratore francese, nativo del Canada.

Nipote, per parte del padre Nicolas, di Jean Juchereau, e, per parte della madre Marie-Thérèse, di Robert Giffard, primi coloni di Québec, entrambi originari dal Perche, Louis Juchereau fu educato verosimilmente a Parigi. Nei primissimi anni del Settecento era al fianco di Pierre Le Moyne d'Iberville e di Jean-Baptiste Le Moyne de Bienville in Louisiana. Dopo il 1707 fece alcune esplorazioni nei territori ad ovest del Mississippi. Nel 1713 fu a capo di una spedizione che aveva lo scopo di cercare una via commerciale per arrivare in Nuova Spagna: risalì il Red River e fondò un insediamento chiamato Saint-Jean-Baptiste des Natchitoches. Nel luglio 1714 arrivò a San Juan Bautista (Piedras Negras in Messico) dove si trovava una guarnigione spagnola. Il comandante Diego Ramón, in attesa di istruzioni dai superiori, trattenne il gruppo. Louis Juchereau, bloccato a San Juan Bautista, passò il tempo a corteggiare Emanuela Ramón, la nipote del comandante. Nella primavera del 1715 venne incarcerato a Città del Messico, ma venne subito rilasciato con la promessa fatta alle autorità spagnole che avrebbe aiutato a fondare delle missioni in Tejas. Verso la fine del 1715 si sposò con Emanuela e subito dopo partì in direzione del Tejas con alcuni missionari e anche con dei soldati. Fondò quattro missioni, tra cui una a circa cento miglia da Natchitoches.
Nell'agosto del 1716 Louis Juchereau era di ritorno a Mobile. Gli spagnoli non erano disposti ad incoraggiare il commercio tra la Louisiana e la Nuova Spagna. Juchereau tentò di contrabbandare alcune merci, ma fu subito fermato a San Juan Bautista e nel 1717 ritornò in prigione. Venne rilasciato mesi dopo con la promessa di non fare più ritorno in Tejas. Nel 1719 fece ritorno a Natchitoches con la moglie Emanuela.
Nel 1719 scoppiò la guerra della Quadruplice alleanza. Juchereau prese parte alla difesa di Mobile. Il 3 marzo 1720 venne reintegrato nella marina e qualche tempo dopo gli venne affidato la difesa della regione di Natchitoches. Alcune fonti spagnole sostenevano che Juchereau stava organizzando delle tribù indiane nel 1720-21. Nel 1721 la Compagnia delle Indie gli concesse una commissione del 5% su tutte le merci vendute agli stranieri. Nel 1721 ritornò la pace tra Francia e la Spagna e il commercio di Juchereau contravveniva alle leggi spagnole. Intanto gli spagnoli fecero di Los Adayes, distante poche miglia da Natchitoches, la capitale del Texas. Juchereau trovò il tempo sia di gestire la sua tenuta e di condurre le sue attività militari e commerciali.
Nel 1729 scoppiò la rivolta dei Natchez e l'anno dopo, grazie anche all'aiuto degli spagnoli, Juchereau riuscì a sterminarli. Dopo il 1731 Juchereau visse nel gran lusso a Natchitoches, ma dopo il 1741 arrivarono alcuni problemi finanziari. Nel 1744 chiese di essere sostituito dal comando e di poter partire per la Nuova Spagna, ma morì poco dopo.